# Вільний національний рух
Вільний національний рух (ВНР; англ. Free National Movement) — соціально ліберальна та економічно консервативна політична партія Багамських Островів. Нинішнім лідером партії є Г'юберт Інгрем. Є найбільшою опозиційною партією країни та за результатами загальних виборів, що відбулись 7 травня 2012 року, здобула 9 із 41 місця в нижній палаті багамського парламенту.
Партію було сформовано 1971 року групою політиків, що відкололись від Прогресивної ліберальної партії (ПЛП) та Об'єднаної багамської партії. Лідером партії став сер Сесіл Воллес-Вайтфілд.
У 1990 році керівництво партією після смерті її лідера взяв на себе Г'юберт Інгрем. На загальних виборах 1992 року Інгрем переміг свого суперника з ПЛП з великим відривом, здобувши 32 із 49 місць. Новий уряд приватизував державні готелі, які почали занепадати після їхньої націоналізації. Було дозволено роботу приватних радіостанцій, що поклало край державній монополії на радіомовлення. ВНР також запровадив місцеве самоврядування і залучив іноземні інвестиції до економіки. Це принесло свої плоди, й на виборах 1997 року партія перемогла з іще більшим відривом, завоювавши 35 із 40 місць у зменшеному парламенті.
Після того, як Інгрем заявив, що не прагне залишатись на чолі уряду на третій термін, партія, яку очолив Томмі Торнквест, зазнала поразки на виборах 2002 року. Після цього Інгрем був змушений повернутись на пост лідера партії і привів її до перемоги на загальних виборах 2007 року. Після цього Інгрем сформував свій новий кабінет, вдруге ставши прем'єр-міністром країни.
У 2012 році партія знову програла вибори ПЛП. Після цього Інгрем заявив про залишення політики. Він був членом парламенту упродовж тридцяти п'яти років, переобираючись сім разів, включаючи 2012 рік.